# Evacanthus longus
Evacanthus longus är en insektsart som beskrevs av Cai och Shen 1997. Evacanthus longus ingår i släktet Evacanthus och familjen dvärgstritar. Inga underarter finns listade i Catalogue of Life.